# Basketball Champions League Americas
La Basketball Champions League Americas (BCLA) (in spagnolo: Baloncesto Liga Campeones de las Américas, in portoghese: Liga dos Campeões de Basquetebol das Américas)  è la massima competizione americana per club di pallacanestro maschili. È stata fondata nel 2019, rimpiazzando così la FIBA Americas League, prendendo il suo posto come campionato più importante del continente.

## Storia
Il 24 settembre 2019, la FIBA ha annunciato la creazione della competizione, la quale prende il nome ed il branding dalla Basketball Champions League europea. Il torneo prende il posto della FIBA Americas League come maggiore competizione dell'intero continente americano. Dodici squadre partecipano al torneo, le quali si qualificano tramite tramite i rispettivi campionati nazionali.

## Formato
Il formato della competizione consiste in quattro gironi con tre squadre ciascuno che si affrontano in un girone all'italiana. Le prime due squadre di ogni girone si qualificano ai quarti di finale, che si affronteranno in una serie al meglio delle tre partite, stessa formula che verrà usata per le semifinali e la finale.

## Albo d'oro
| Anno             | Sede Finali         |           | Finale    | Finale        | Finale            |               | Semifinaliste   | Semifinaliste | Semifinaliste |
| Anno             | Sede Finali         | Vincitore | Punteggio | Secondo posto | Terzo posto       | Punteggio     | Quarto posto    |               |               |
| 2019–20 Dettagli | Montevideo          | Quimsa    | 92 – 86   | Flamengo      | San Lorenzo       | Semifinaliste | IACC Córdoba    |               |               |
| 2020–21 Dettagli | Managua             | Flamengo  | 84 – 80   | Real Estelí   | Minas Tênis Clube | 75 – 58       | São Paulo       |               |               |
| 2021–22 Dettagli | Rio de Janeiro      | São Paulo | 98 – 84   | Club Biguá    | Minas Tênis Clube | 91 – 81       | Quimsa          |               |               |
| 2022–23 Dettagli | Franca              | Franca    | 88 – 79   | Flamengo      | Minas Tênis Clube | 94 – 81       | Quimsa          |               |               |
| 2023–24 Dettagli | Santiago del Estero | Quimsa    | 92 – 80   | Flamengo      | Halcones Xalapa   | 101 – 99 (OT) | Hebraica Macabi |               |               |
| 2024–25 Dettagli | Rio de Janeiro      | Flamengo  | 83 – 57   | Boca Juniors  | Franca            | 74 – 59       | IACC Córdoba    |               |               |

## Statistiche

### Titoli per club
| Squadra      | Titoli | Finalista | Anni vittoria | Anni finalista   |
| ------------ | ------ | --------- | ------------- | ---------------- |
| Flamengo     | 2      | 3         | 2021, 2025    | 2020, 2023, 2024 |
| Quimsa       | 2      | -         | 2020, 2024    | -                |
| São Paulo    | 1      | -         | 2022          | -                |
| Franca       | 1      | -         | 2023          | -                |
| Real Estelí  | -      | 1         | -             | 2021             |
| Club Biguá   | -      | 1         | -             | 2022             |
| Boca Juniors | -      | 1         | -             | 2025             |

### Titoli per nazione
| Nazione   | Titoli | Finali | Anni vittoria          | Anni finale      |
| --------- | ------ | ------ | ---------------------- | ---------------- |
| Brasile   | 4      | 3      | 2021, 2022, 2023, 2025 | 2020, 2023, 2024 |
| Argentina | 2      | 1      | 2020, 2024             | 2025             |
| Nicaragua | -      | 1      | -                      | 2021             |
| Uruguay   | -      | 1      | -                      | 2022             |